# Керморок
Керморо́к (фр. Kermoroc'h, брет. Kervoroc'h) — коммуна во Франции, находится в регионе Бретань. Департамент — Кот-д’Армор. Входит в состав кантона Бегар. Округ коммуны — Генган.
Код INSEE коммуны — 22091.

## География
Коммуна расположена приблизительно в 410 км к западу от Парижа, в 130 км северо-западнее Ренна, в 35 км к западу от Сен-Бриё.

## Население
Население коммуны на 2016 год составляло 463 человека.
| 1962 | 1968 | 1975 | 1982 | 1990 | 1999 | 2008 | 2016 |
| ---- | ---- | ---- | ---- | ---- | ---- | ---- | ---- |
| 344  | 326  | 284  | 283  | 268  | 324  | 395  | 463  |

## Администрация
| Период | Период | Фамилия           | Партия                              | Примечания |
| ------ | ------ | ----------------- | ----------------------------------- | ---------- |
| 2001   | 2008   | Мари-Янник Прижан | Разные левые                        |            |
| 2008   | 2014   | Маривон Ле-Бер    | Французская коммунистическая партия | пенсионер  |

## Экономика
В 2007 году среди 243 человек в трудоспособном возрасте (15—64 лет) 184 были экономически активными, 59 — неактивными (показатель активности — 75,7 %, в 1999 году было 75,0 %). Из 184 активных работали 166 человек (83 мужчины и 83 женщины), безработных было 18 (10 мужчин и 8 женщин). Среди 59 неактивных 25 человек были учениками или студентами, 14 — пенсионерами, 20 были неактивными по другим причинам.

## Фотогалерея

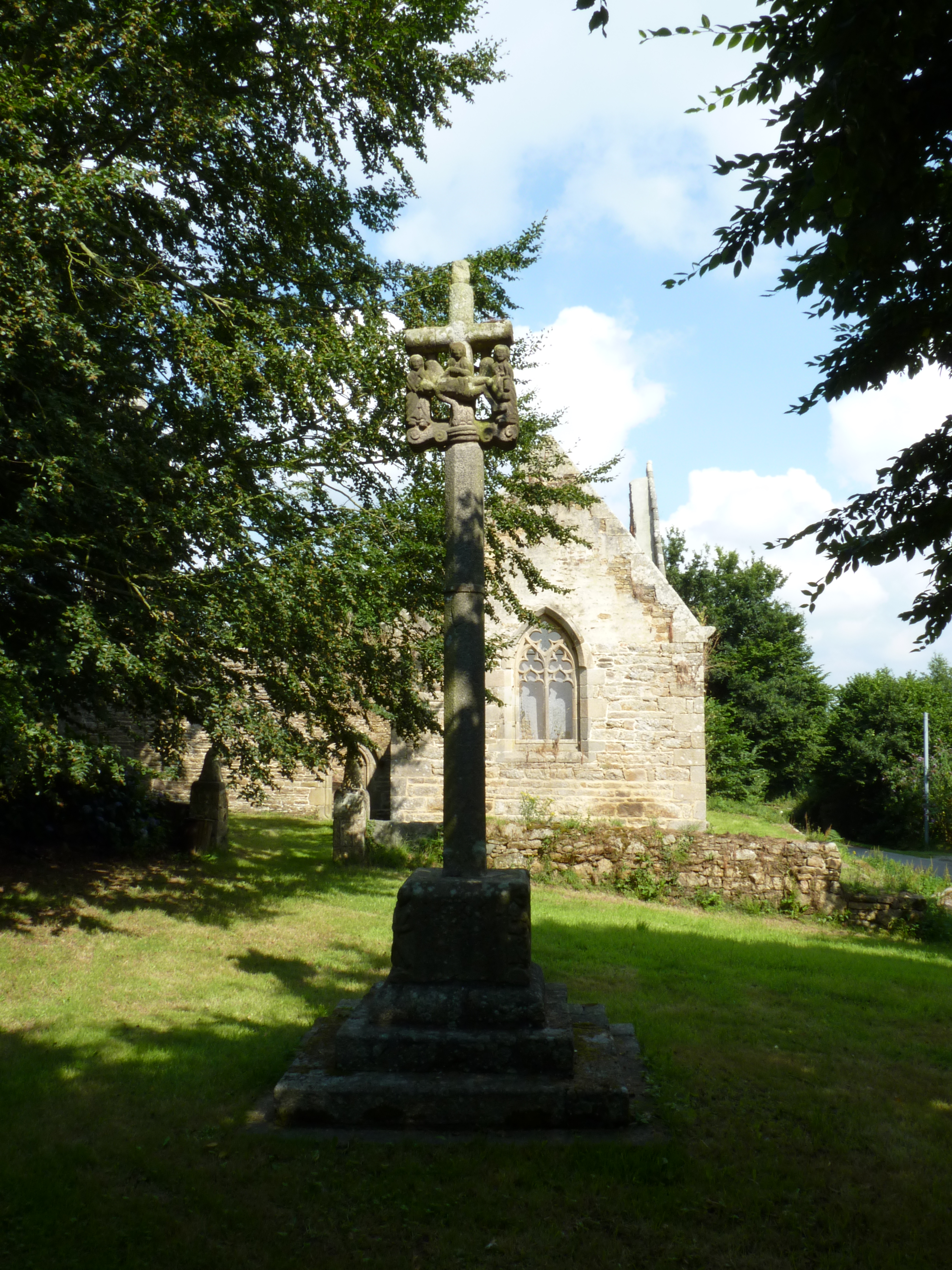
Придорожный крест
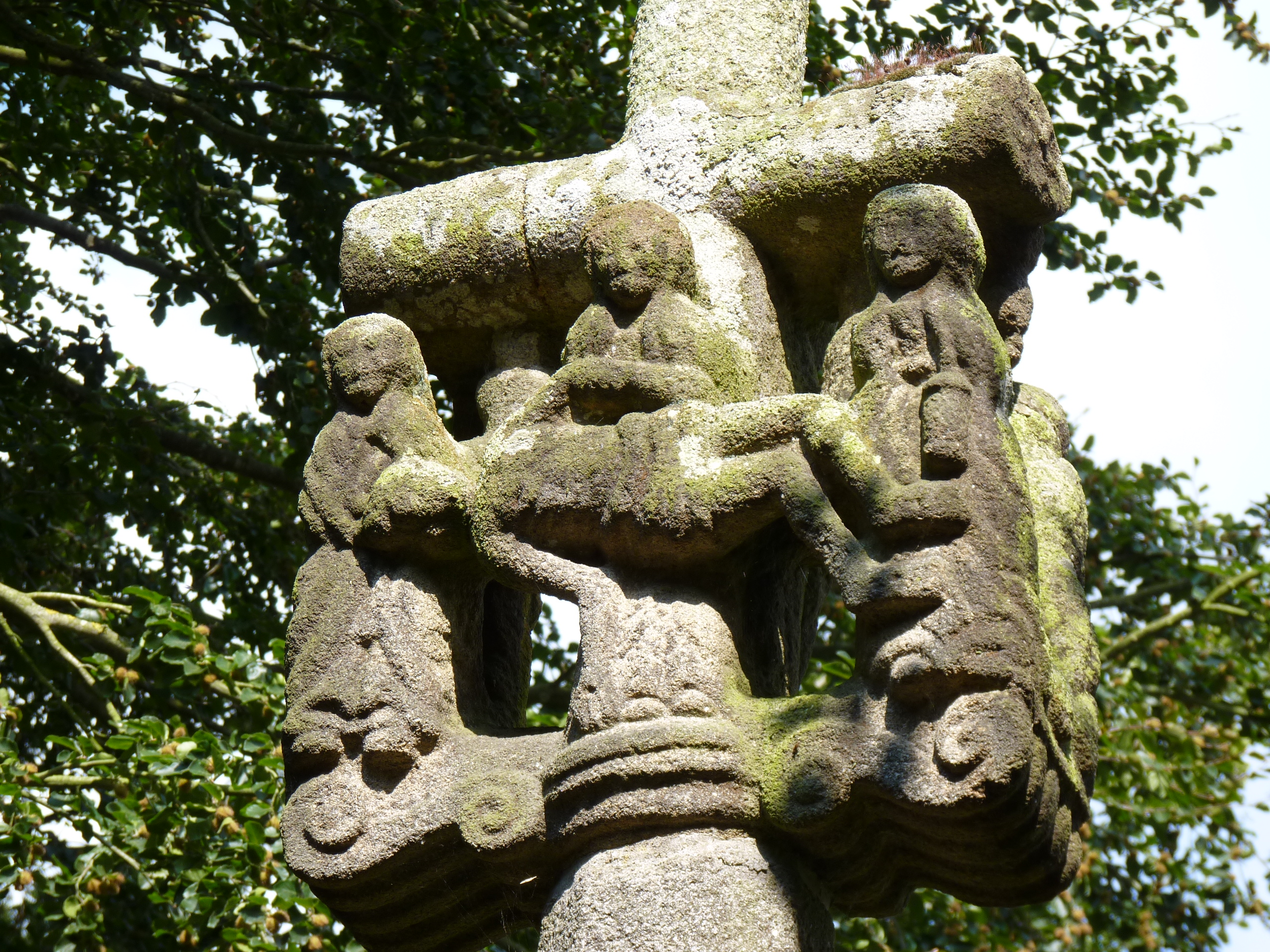
Придорожный крест
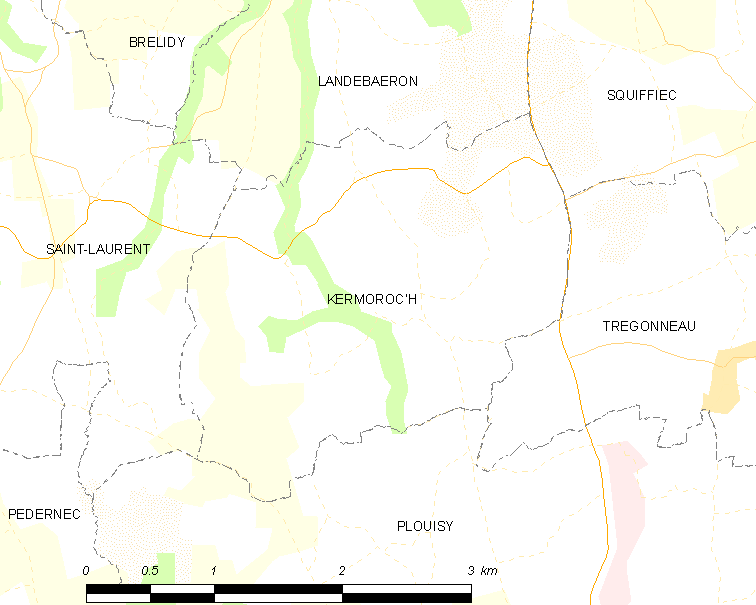
Карта коммуны